# Milgem-klassen
Milgem-klassen (tyrkisk: Milli Gemi, "nationalt skib") er betegnelsen for et af den tyrkiske flådes nyere krigsskibsprogrammer. Formålet med klassen er at bygget et antal krigsskibe der fungerer optimalt i kystnære farvande. Der er lagt stor fokus på at skibene skal bygges med størst mulig brug af tyrkiske virksomheder, resurser og stealth teknologi.
I alt ønsker Tyrkiet at bygge tolv skibe af Milgem-klassen (otte korvetter og fire fregatter), derudover kommer to skibe til Indonesien samt et muligt antal skibe til eksport.

## Udvikling
Da Milgem-projektet officielt blev startet i 1996, var den oprindelige plan at bygge et antal MEKO A-100-korvetter udviklet af Blohm + Voss, et tysk firma der er specialiseret i bygningen af højteknologiske krigsskibe og ubåde.
I starten af 2000'erne blev planen om de tyske skibe skrinlagt og Türk Deniz Kuvvetleri besluttede selv at designe et nyt krigsskib helt fra bunden. Milgem projektkontoret på orlogsværftet i Istanbul blev oprettet 12. marts 2004 og står for alle beslutninger og koordination i forbindelse med projektet.
Ved at udvikle Milgem-projektet med minimal udenlandsk hjælp ønsker Tyrkiet at benytte landets egne resurser så meget som muligt, hvorved man øger landets knowhow og evner indenfor skibsbygningsindustrien. De militære ønsker er at øge flådens evner til at operere effektivt i kystnært farvand samt øge flådens evne til effektivt at bekæmpe fjendtlige ubåde.
Over 50 tyrkiske selskaber, inklusiv de største tyrkiske firmaer indenfor forsvarsindustrien (Aselsan, Havelsan og STM Inc.) er involveret i projektet, hvorved de også får stor erfaring samt mulighed for at udvikle teknologier som man håber også kan bruges til at få udenlandske ordrer.

## Design
Milgem-projektkontoret er underlagt Flådens forsknings- og udviklingscenter (ARMERKOM). Milgem-designkonceptet dækker et multirollekrigsskib der kan udføre en lang række opgaver; rekognoscering, overvågning, luftforsvar, antiubådskrigsførelse, overfladekrigsførelse samt amfibiekrigsførelse. Det er bygget af et stålskrog med en overbygning af komposit. Konceptet og opgavekomplekset gør at Milgem-klassen har mange af klassens træk af "lånt" fra den amerikanske Freedom-klasse udviklet af Lockheed Martin. Milgem-klassen er dog noget tungere bevæbnet, da US Navy i deres LCS-program vægter høj fart og forskellige missionsmoduler vigtigere end standardbevæbning. Reduktion af skibenes forskellige signaturer med stealth teknologi er vægtet meget højt under hele designfasen. Adskillige nye tiltag blev implementeret for at reducere skibets hydrodynamiske, akustiske, magnetiske, infrarøde, og radarsignaturer, størstedelen af disse tiltag er dog klassificeret.
Projektet er beskrevet som en underklasse af multirollekrigsskibe i stand til at føre fortsat krig i et kystnært miljø. Ifølge anskaffelsesplanen for Milgem-klassen, har Tyrkiets undersekretariat for forsvarsindustrien underskrevet forsknings- og udviklingskontrakter med forskellige koncerner fra den tyrkiske forsvarsindustri. De to første skibe i klassen anses for testplatforme for de teknologier der bliver udviklet til klassen, derfor forventes det at de resterende skibe i klassen vil blive en smule anderledes efterhånden som udviklingen af teknologierne bliver forbedret og integreret i skibenes design. De resterende skibe vil desuden blive bygget på private skibsværfter hvilket formentligt også vil optimere byggeprocessen.
GENESIS er et netværksbaseret kampinformationssystem bestilt af flåden den 23. maj 2007 og er udviklet af Havelsan.
Milgem-klassen er udstyret med en tyrkisk-produceret sonar udviklet med midler fra Tyrkiets videnskabelige og teknologiske forskningsfond. Skibene vil desuden blive udstyret med ECPINS (Electronic Chart Precise Integrated Navigation System), der er forbedret version af ECDIS.
Yaltes JV er et integreret skibsovervågningssystem der er i stand til at overvågne og kontrollere skibenes maskineri, hjælpemaskineri, strømforsyning og distribution. Hovedsystemerne i overvågningssystemet inkluderer et strømstyringssystem, brandmeldesystem, ildbekæmpelsessystem, havarikontrolsystem, overvågningskameraer samt skibets stabilitetssystem.

## Udvikling
Otte af de tolv skibe i Milgem-klassen vil blive benævnt Ada-klassen og betegnet som korvetter, mens de sidste fire vil blive udstyret med yderligere våbensystemer og benævnt som fregatter af TF100-klassen.
TF100-klassen vil formentligt blive en smule større for at give plads til et Mk. 41 VLS sammen med flere andre systemer der vil gøre skibene i bedre stand til at fungere i den forventede multirolle. TF100-klassen vil desuden fungere som en udviklingsplatform for de nye tyrkiske luftforsvarsfregatter af TF2000-klassen Erfaringerne og den teknologiske knowhow man bliver får i løbet af denne udviklingsproces vil spille en enorm rolle i udviklingen af TF2000-projektet.

### Søsætning
Konstruktionen af den første korvet, TCG Heybeliada (F511), begyndte den 22. januar 2007. Heybeliada blev søsat den 27. september 2008 og blev overværet af Recep Tayyip Erdoğan, Tyrkiets premierminister. Den 2 november 2010 begyndte Heybeliada sine søprøver før overleveringen til den tyrkiske flåde. Ifølge planen forventes Heybeliada at hejse kommando i tredje kvartal 2011.
I mellemtiden startede produktionen af det andet skib i klassen TCG Büyükada (F512) også den 27. september 2008 og vil i stedet for Thales' SMART-S Mk. 2 radaren benytte den tyrkisk-produceret ASELSAN radar og bliver udstyret med en Mk. 41 VLS. Dette er prototypen for TF100-klassen.
Ifølge den tyrkiske avis, Hurriyet, ligger prisen på TCG Heybeliada omkring 260 millioner amerikanske dollar.

### Eksport
Ifølge en CNN Türk nyhedsrapport den 27. september 2008 har Canada, Pakistan, Ukraine og et antal Sydamerikanske lande udtrykt interesse i projektet. Den pakistanske flåde overvejer at købe 4 skibe i klassen over en 10-årig periode, hvoraf de tre skal bygges i Pakistan. Bangladesh ønsker at anskaffe mellem 12-16 Milgem-skibe, hvoraf de første fire skal leveres indenfor de næste 10 år. Disse skibe skal i så fald bygges på Khulna orlogsværftet, der ejes af Bangladesh' flåde.

#### Indonesien
Den 6. april 2011 besøgte Abdullah Gül, Tyrkiets præsident Indonesien. en handelsaftale mellem de to lande blev underskrevet og omhandlede desuden salget af to korvetter af Milgem-klassen. Det forventes at de to korvetter skal leveres mellem 2014-2015..

## Skibe i klassen
| Pnt.       | Navn       | Kølen lagt         | Søsat              | Indgået | Klasse  | Skæbne             | Kaldesignal |
| Tyrkiet    | Tyrkiet    | Tyrkiet            | Tyrkiet            | Tyrkiet | Tyrkiet | Tyrkiet            | Tyrkiet     |
| ---------- | ---------- | ------------------ | ------------------ | ------- | ------- | ------------------ | ----------- |
| F511       | Heybeliada | 22. januar 2007    | 27. september 2008 | -       | Ada     | Søprøver           | -           |
| F512       | Büyükada   | 27. september 2008 | -                  | -       | Ada     | Under konstruktion | -           |
| -          | -          | -                  | -                  | -       | -       | -                  | -           |
| -          | -          | -                  | -                  | -       | -       | -                  | -           |
| -          | -          | -                  | -                  | -       | -       | -                  | -           |
| -          | -          | -                  | -                  | -       | -       | -                  | -           |
| -          | -          | -                  | -                  | -       | -       | -                  | -           |
| -          | -          | -                  | -                  | -       | -       | -                  | -           |
| -          | -          | -                  | -                  | -       | -       | -                  | -           |
| -          | -          | -                  | -                  | -       | -       | -                  | -           |
| -          | -          | -                  | -                  | -       | -       | -                  | -           |
| -          | -          | -                  | -                  | -       | -       | -                  | -           |
| Indonesien |            |                    |                    |         |         |                    |             |
| -          | -          | -                  | -                  | -       | -       | -                  | -           |
| -          | -          | -                  | -                  | -       | -       | -                  | -           |

## Lignende krigsskibe
- Braunschweig-klassen
- Freedom-klassen
- Sigma-klassen
- Steregusjtjij-klassen
- Visby-klassen